# Irisbus Proxys
L'Irisbus Proxys est un autocar GT de taille mini fabriqué et commercialisé par le constructeur Italien Irisbus Iveco. Ce véhicule a été conçu et fabriqué par le constructeur italien Cacciamali à partir de 2003 puis, produit et commercialisé sous plusieurs autres marques jusqu'en 2013.

## Histoire
Cet autobus/autocar est dû au carrossier italien Cacciamali qui a réalisé de nombreux modèles d'autocar et autobus sur des bases Fiat V.I. à l'origine, Iveco ensuite. C'est à partir de 2003 que la production de l'ancêtre du Proxys, le Cacciamali TCI 840 GT a débuté.
À la suite du rachat par Cacciamali du constructeur polonais Kapena SA en 2000, plusieurs modèles italiens ont été fabriqués sous licence par Kapena. À partir de 2003, tous les véhicules fabriqués ont porté la marque Irisbus Iveco. En Pologne, l'Irisbus Proxys a fait ses débuts en juin 2008 lors du Salon Autotec de Brno. La production dans la nouvelle usine Kapena a débuté l’été 2008. Le véhicule est construit sur la base du châssis Iveco MidiRider produit par l'usine italienne de Brescia et propulsé par un moteur 6 cylindres Tector 6 F4A d'une cylindrée de 5 880 cm3 développant une puissance de 160 kW (217 ch) à 2 700 tr/min, respectant la norme Euro 5. Le moteur est situé à l'avant de l'essieu avant. La suspension est entièrement pneumatique et contrôlée par le système ECAS.

## Caractéristiques techniques[3]
Le véhicule est disponible en deux versions : longue et courte.

## Spécifications techniques
|                      | Version courte                               | Version longue                               |
| -------------------- | -------------------------------------------- | -------------------------------------------- |
| Longueur             | 7 650 mm                                     | 8 450 mm                                     |
| Largeur              | 2 390 mm                                     | 2 390 mm                                     |
| Hauteur Proway       | 3 100 mm                                     | 3 100 mm                                     |
| Hauteur Proxys       | 3 300 mm                                     | 3 300 mm                                     |
| Empattement          | 3 690 mm                                     | 4 185 mm                                     |
| Porte à faux AV      | 1 730 mm                                     | 1 730 mm                                     |
| Porte à faux AR      | 2 330 mm                                     | 2 535 mm                                     |
| Diamètre de braquage | 12 900 mm                                    | 14 440 mm                                    |
| Moteur               | IVECO F4A Tector 6 (Euro 5) EEV              | IVECO F4A Tector 6 (Euro 5) EEV              |
| Puissance            | 217 ch DIN / 160 kW                          | 217 ch DIN / 160 kW                          |
| Boîte de vitesses    | Mécanique ZF 6S700 ou Automatique ZF 6AS 700 | Mécanique ZF 6S700 ou Automatique ZF 6AS 700 |
| Capacité Proxys      | 26 fauteuils inclinables                     | 30 ou 29 + 1 guide                           |
| Capacité Proway      | 30 sièges                                    | 34 sièges                                    |
| Portes               | Avant + milieu                               | Avant + milieu                               |
| Soute à bagages      | Proway = 2,3 m3                              | Proxys = 4,3 m3                              |

L'Irisbus Proxys  est un minibus interurbain fabriqué depuis 2008 par Kapena à Włynkówko près de Słupsk sous licence Irisbus.

## Histoire
La construction du bus a été développée par la société italienne Cacciamali. Il a fait ses débuts en juin 2008 lors de l'événement Autotec à Brno. La production dans la société Kapena a débuté à l’été 2008. Le bus est construit sur la base d'un châssis Iveco MidiRider produit par l'usine italienne de Brescia et propulsé par un moteur 6 cylindres Iveco Tector 6 d'une capacité de 5 880 cm3 d'une puissance de 160 kW (217 ch) à 2 700 tr/min, respectant la norme d'émission Euro 5. Le moteur est situé à l'avant de l'essieu avant. La suspension utilisée dans le modèle est entièrement pneumatique et contrôlée par le système ECAS.
Le bus est fabriqué en deux longueurs : 7 650 mm et 8 450 mm. Le volume du coffre à bagages varie de 2,4 m3 pour le modèle le plus petit à 3,7 m3 pour le plus long. La carrosserie est en acier galvanisé aux propriétés anticorrosion améliorées ou en acier inoxydable. Le modèle court peut accueillir jusqu'à 28 passagers, le modèle long, selon la distribution intérieure, peut aller jusqu'à 36 fauteuils fabriqués par la société italienne Gibicar. Ils sont tous équipés de la climatisation Webasto.

## Irisbus Proway
L'Irisbus Iveco Proway est la version minibus de ligne interurbaine développée à partir du Proxys. Cette version n'a jamais figuré au catalogue Cacciamali.

## Histoire
Cette version a été développée en Italie pour le constructeur turc Iveco Otoyol qui l'a produite sous licence et commercialisée en version autobus urbain Otoyol Iveco Eurobus M.29 et autobus de ligne Eurobus E.29. À partir de 2008, le véhicule actualisé est fabriqué sous licence par Otokar et renommé Iveco Eurobus.
À partir de 2008, le constructeur polonais Kapena est devenu le seul producteur des Irisbus Proxys et Proway. Leur fabrication prend fin en 2013. Le Proway est remplacé par le Moveo en version bus urbain et scolaire mais en version longue uniquement.

## Caractéristiques techniques[3]
Comme le Proxys, l'Irisbus Iveco Proway est disponible en deux longueurs et reprend la même structure que le Proxys mais avec une hauteur réduite de 200 mm. Le plancher est situé plus bas. La soute offre une capacité de 2,3 m3 dans la version longue. Le véhicule est équipé de l'air climatisé. Le poste de conduite n'est opérationnel qu'après usage de l'éthylotest.
La gamme Proxys - Proway a été commercialisée en France de 2006 à 2013.

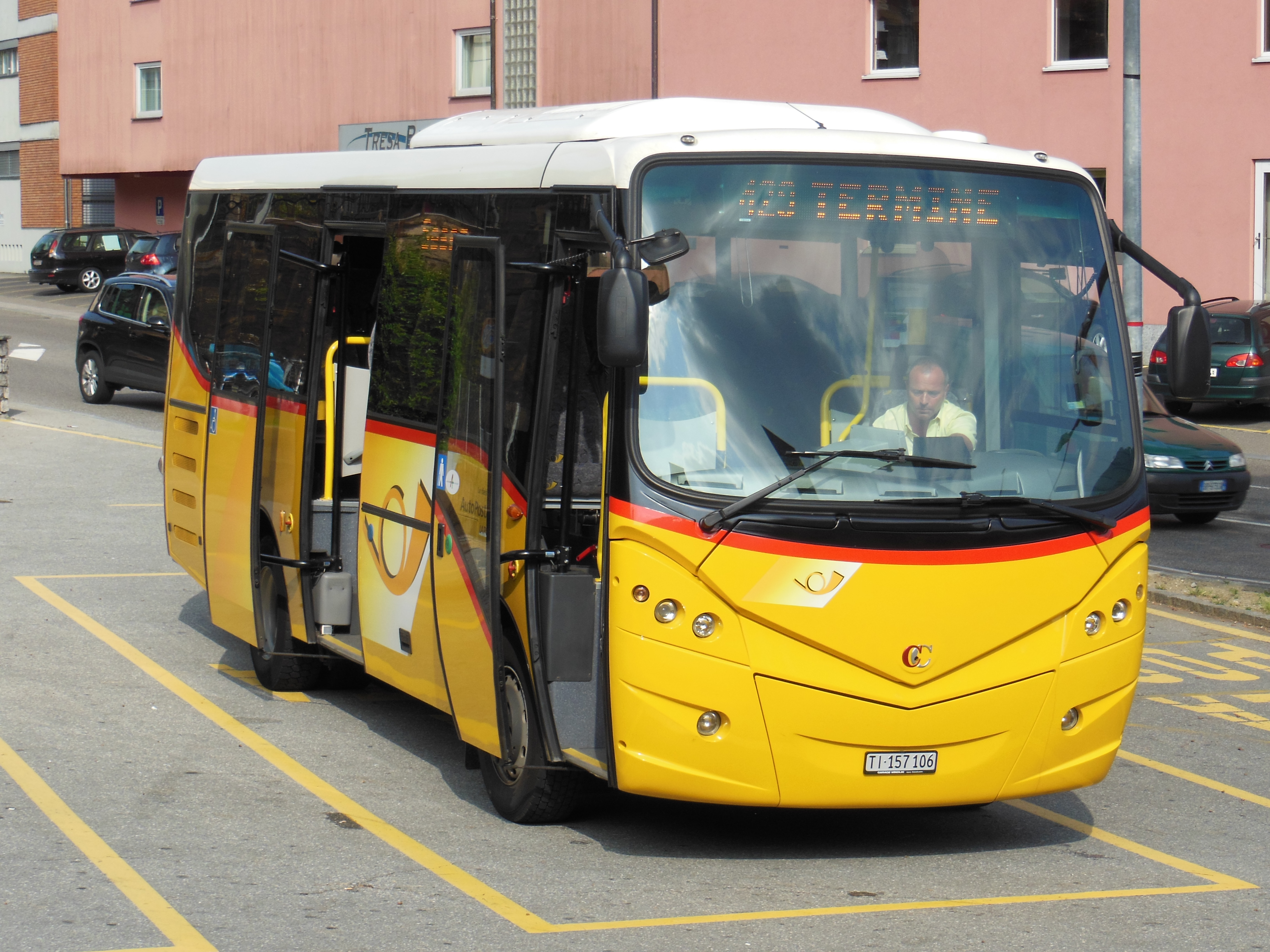
Cacciamali TCI 840 GT de CarPostal (Suisse)
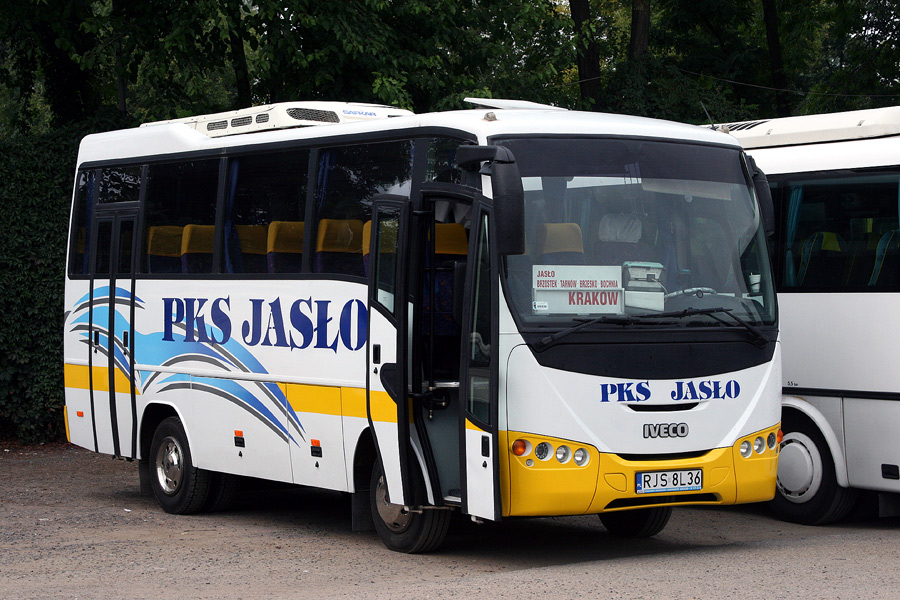
Iveco Eurobus à Jasło en Pologne
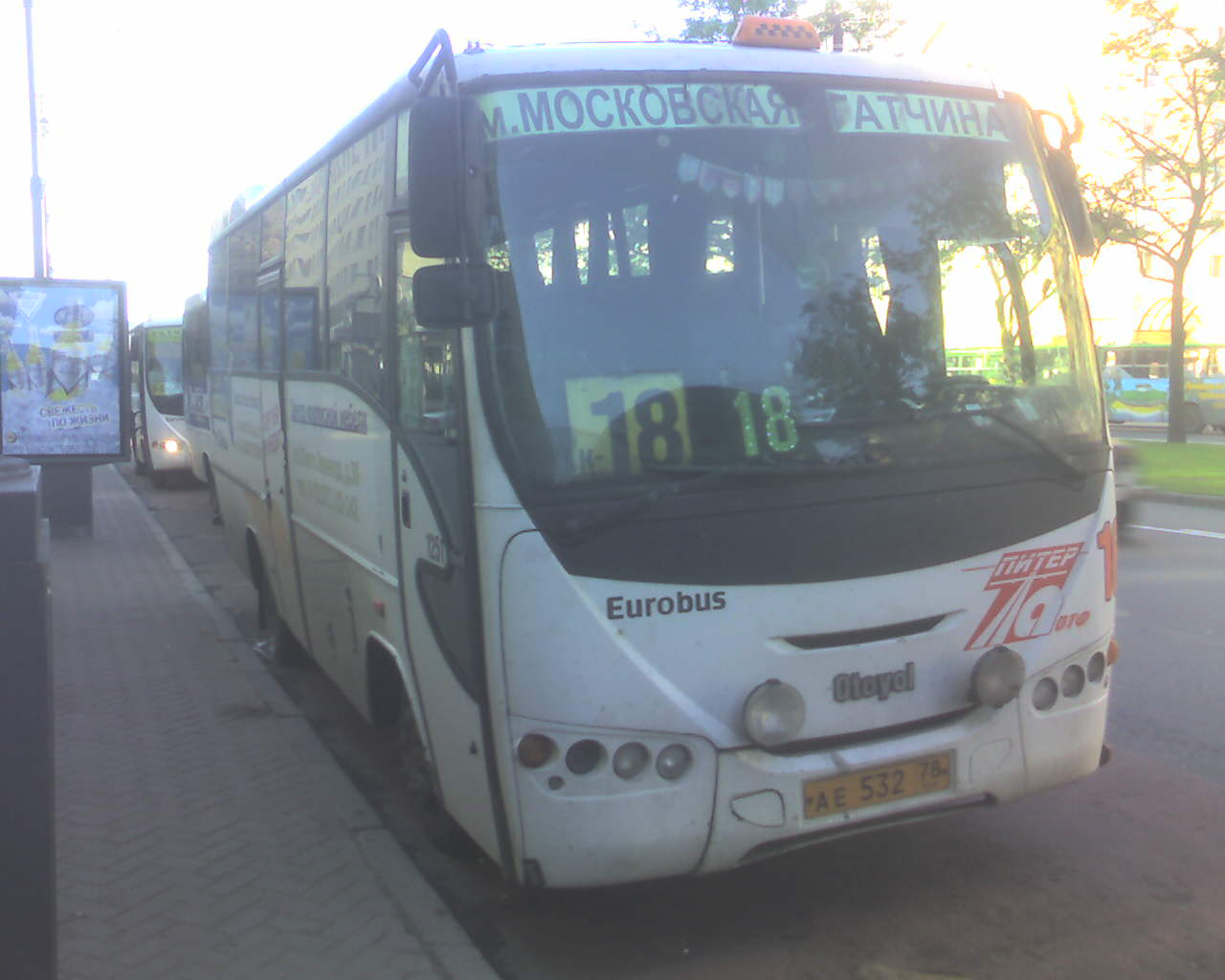
Otoyol Eurobus E.29.14 à Saint Petersbourg (Russie 2007)
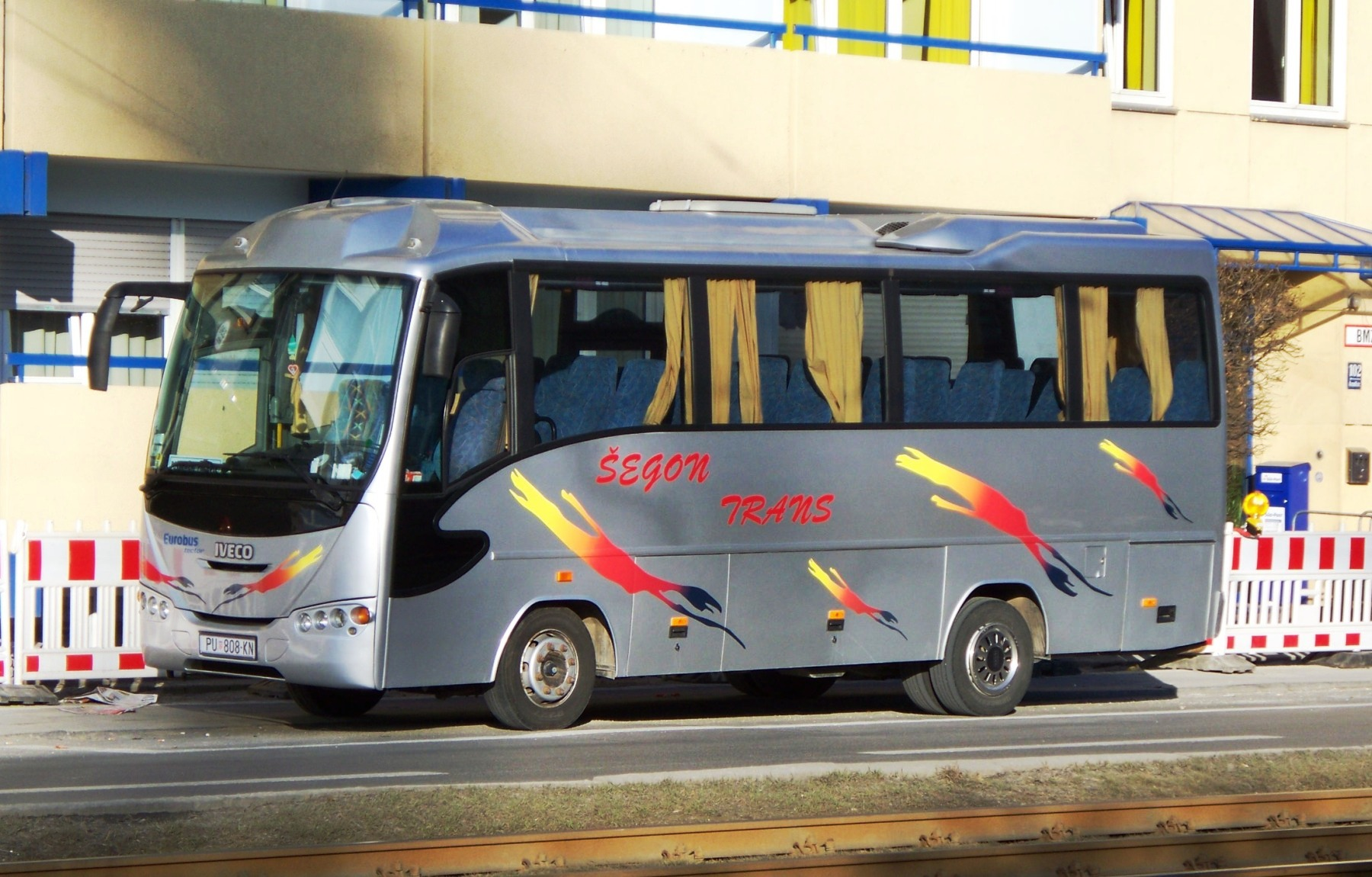
Iveco Eurobus en Croatie
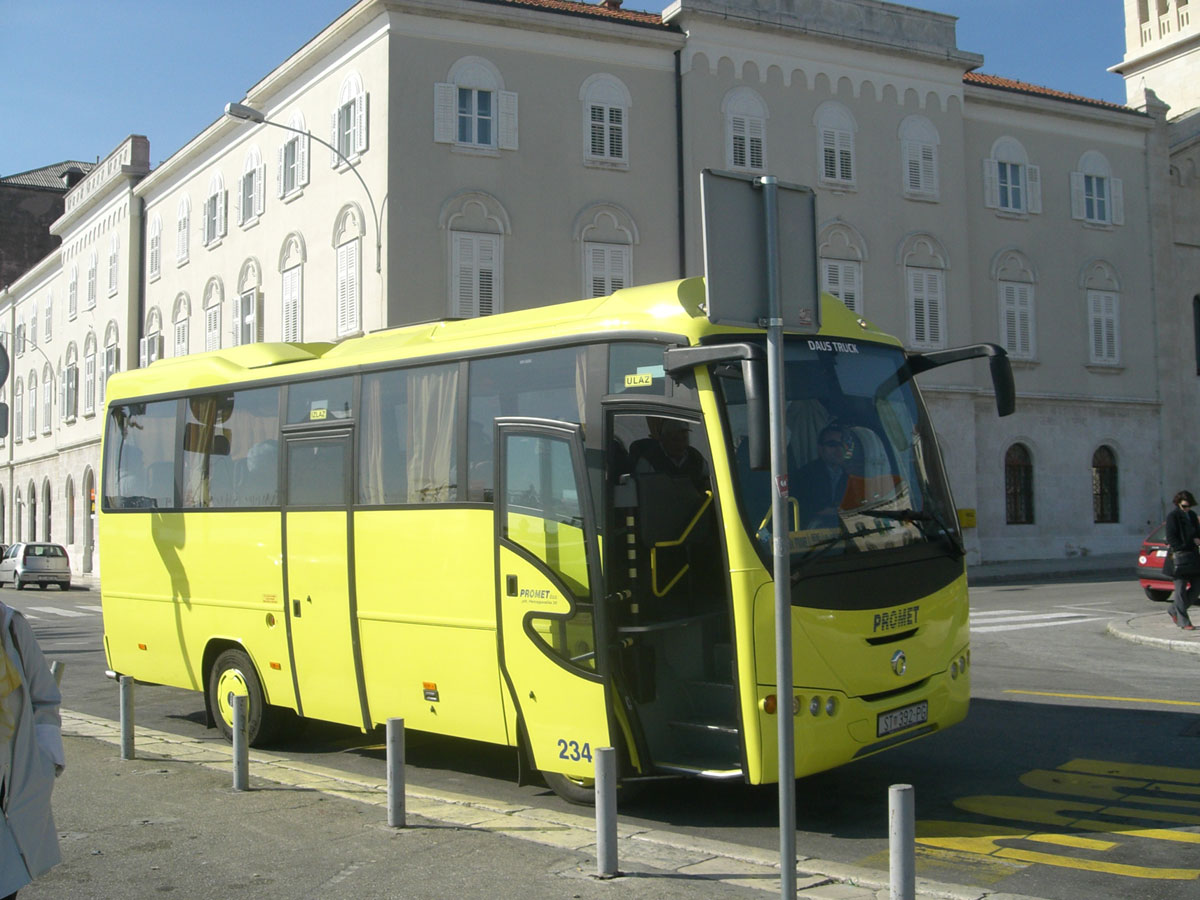
Irisbus Proway à Split